# Возвишенка (Ленінськ-Кузнецький округ)
Возви́шенка (рос. Возвышенка) — присілок у складі Ленінськ-Кузнецького округу Кемеровської області, Росія.

## Населення
Населення — 324 особи (2010; 412 у 2002).
Національний склад (станом на 2002 рік):
- росіяни — 97 %